# Borolia yatungensis
Borolia yatungensis är en fjärilsart som beskrevs av Embrik Strand 1922. Borolia yatungensis ingår i släktet Borolia och familjen nattflyn. Inga underarter finns listade i Catalogue of Life.